# Fish River (Mersey River)
Der Fish River ist ein Fluss im Zentrum des australischen Bundesstaates Tasmanien.

## Geografie

### Flusslauf
Der rund acht Kilometer lange Fish River entspringt an den Nordwesthängen des Mount Jerusalem im Nordostteil des Walls-of-Jerusalem-Nationalparks. Von dort fließt er nach West-Nordwesten und mündet in den Lake Rowallan und damit in den Mersey River.

### Durchflossene Stauseen
- Lake Rowallan – 480 m[1]